# Montesano sulla Marcellana
Montesano sulla Marcellana község (comune) Olaszország Campania régiójában, Salerno megyében.

## Fekvése
A megye délkeleti részén fekszik. Határai: Buonabitacolo, Casalbuono, Grumento Nova, Lagonegro, Moliterno, Padula, Sanza és Tramutola.

## Története
Első említése a 12. századból származik, de valószínűleg a 11. század elején épült ki egyidőben az egykori Santa Maria di Cadossa-apátsággal, amelynek évekig birtoka volt. A következő századokban nemesi birtok volt. A 19. században nyerte el önállóságát, amikor a Nápolyi Királyságban felszámolták a feudalizmust.

## Népessége
A népesség számának alakulása:

## Főbb látnivalói
- Palazzo Gerbasio
- Palazzo Passarelli
- Santa Maria Assunta-templom
- Sant’Andrea-templom
- San Nicola-templom
- az egykori Santa Maria di Cadossa-apátság
- az egykori vár (Castello) romjai